# スクリーマーズ
『スクリーマーズ』（原題：Screamers）は、フィリップ・K・ディックによる短編SF小説『変種第二号』（邦題：『人間狩り』もあり）を原作として、1996年に公開されたアメリカ合衆国のトライアンフ・フィルムズ製作、クリスチャン・デュゲイ監督、ピーター・ウェラー主演の近未来SF映画。続編に『スクリーマーズ：ザ・ハンティング』（2009年）がある。

## ストーリー
西暦2068年、惑星シリウス6Bにより発見された鉱石「ベリニウム」の採掘を巡り、惑星開発企業「NEB」側と、労働者や科学者の連合との間で戦争が続いていた。惑星には連合軍が開発した「スクリーマー」と呼ばれる防御用兵器が投入されていた。「スクリーマー」が出没する地点は不明。所在不明の工場で製造され、生きるもの全てを襲うプログラムにより、今では連合軍側にとっても大きな脅威となっていた。
連合軍司令官ヘンドリクソンは無意味な戦争を一刻も早く中止するため、NEB攻撃部隊のエースと共にNEB基地へ和平交渉に向かった。核兵器と放射線で汚染された雪原を進み、廃墟に隠れていた少年デヴィッドに出会う。

## 登場人物・キャスト
ジョー・ヘンドリクソン
演 - ピーター・ウェラー
連合軍の司令官でサンフランシスコ出身。本名は「ジョセフ・ヘンドリクソン」でジョーは愛称。NEBの総司令からの和睦を進めてきたが、エースが乗っていた戦闘機が墜落したことと、総司令が2年前に処刑されたことを知り、NEB基地に和平交渉に向かう。NEB側の人間がスクリーマーによって全滅したことに直面。生存者3人の内、ロスはタイプ2の正体を知ろうとする自分の手違いで死なせてしまい、残るベッカーやジェシカと共に自らの基地に案内するも、タイプ3のスクリーマーによって全滅されたことに直面。タイプ3の大群を全滅した後、タイプ2がベッカーだと知り胴体を真っ二つにする。ジェシカとともに、司令官にしか開かない秘密基地に隠された脱出艇に乗って脱出しようと邪魔になっているクレーンを動かす際に、チャックの顔になったベッカーと対決、劣勢の状況を打開し彼を消滅させた。しかし、もう1人のジェシカが現れた際は、自分を投げ飛ばした敵のジェシカを見極めようとしたが、ジェシカがもう1人のジェシカによって胴体を貫かれたことで敵ジェシカに向かって発砲。予備点火の余波で大破させた後、機能停止になりかけていたジェシカを看取り、シリウスを脱出した。
ジェシカ・ハンソン
演 - ジェニファー・ルービン
NEB基地内で闇屋をやっている女性でピッツバーグ出身。仲間が次々と失われる中、ヘンドリクソンと行動を共にしていた。ヘンドリクソンに脱出艇に乗ろうと勧められた際、なぜか拒否反応しているが、実はベッカー同様スクリーマーであり、同型のジェシカが現れるまで素性を伏せていたことが判明。ヘンドリクソンによって退けられるが、敵ジェシカがヘンドリクソンを投げ飛ばし、地球に向かおうとするのを自らの手で阻止し、特殊なレーザーに3回ダメージを受けながらも同型のスクリーマー同士の肉弾戦を繰り広げる。しかし、発射2分前のアナウンスを聞いたことで隙を作ってしまい、敵ジェシカによって胴体に風穴が開けられてしまう。その後、敵ジェシカは予備点火の余波で跡形もなく大破し、ヘンドリクソンにシリウスで製造されてから人間を殺すことをせず、むしろ、敵ジェシカから人間を救ったと称え、彼との交流がきっかけで恋愛のことを学んだと話した直後にヘンドリクソンに看取られながら機能停止した。そのため、劇中に登場するスクリーマーの中で人間を救った唯一のスクリーマーとなった。
マイケル・ジェファソン
演 - アンディ・ラウアー
連合軍の攻撃部隊所属の兵士で通称エース。ある任務のため戦闘機に乗っていたが、その戦闘機が墜落したため、ヘンドリクソンの部隊に救助される。そしてヘンドリクソンに射撃の腕を買われ、NEB基地へ向かう彼に同行する。その後、連合軍の基地に引き返した翌朝、ベッカーを助けようとしたが、タイプ2の正体がベッカーだと知ったヘンドリクソンの制止もむなしく、彼に殺害された。
ロス
演 - チャールズ・パウエル
NEBの兵士。酒が飲めない上に臆病な性格をしている。その結果、ジェシカのタイプ2の説明を真に受けたベッカーによって刺殺される。しかしその直後、人間であることをヘンドリクソンによって周知される。
ベッカー
演 - ロイ・デュプイ（チャックフェイス：ロン・ホワイト）
NEBの兵士。タイプ2の正体が不明な状況の中、ジェシカの説明を真に受け仲間だったロスを刺殺する。ジェシカ曰くヘンドリクソンが来る2日前に急に来たとのことで、ロスを刺殺したことで彼女に不信感を買ってしまう。
実は彼こそタイプ2のスクリーマーで、タイプ3の大群を全滅した翌朝で本性を露にする。「自分自身が親であり兄弟」「俺は生まれつきの悪魔で足から先に生まれてから女どもの歯を抜いた」などと自負するなど冷酷な性格。助けようとしたエースを殺害し、ヘンドリクソンに牙をむけようとしたが、彼によって胴体が真っ二つにされる。しかし、この段階では機能停止になっていなかったのか、その後チャックを殺害し、彼の顔でヘンドリクソンと対峙し優勢に持ち込むが、ヘンドリクソンが持っていたナイフが右肩に刺さり、それを避雷針に電流を流したことで機能不全に陥り転落、特殊なレーザーにより完全に消滅した。なお、ロスとともに姿を現した時の顔は、NEBの司令官のリチャード・クーパーの顔をコピーしたものである模様。
キネマ旬報データベースには、ベッカーの胴体が真っ二つにされた後の顛末が劇中と違っており、チャックの顔ではなくエースの顔をコピーしてヘンドリクソンと対峙することと敵ジェシカが現れるのと同じタイミングで登場することが記載されていた。
チャック・エルバラク
演 - ロン・ホワイト
連合軍所属の兵士で、ヘンドリクソンとは旧知の仲。NEBの兵士が持っていた和睦の手紙をタイプ1のスクリーマーを蹴散らしてまで入手した。しかし、和平交渉に行ったヘンドリクソンがNEBから帰ってきたときには他の兵士と共に死亡していたが、自らの顔を被ったベッカーによると、その時点ではまだ生きており、ベッカーの胴体が真っ二つにされ、ヘンドリクソンとジェシカがその場を後にした直後に殺害された模様。

## スクリーマーとは
連合軍が開発した防御用兵器として開発した殺戮兵器。しかし、生きるものすべてを襲うプログラムによってNEBだけでなく開発した連合軍まで脅威な存在と化してしまう。劇中に登場したスクリーマーは全部で4タイプで、タイプ別の特徴は以下の通り。
タイプ1
頭に回転ノコギリをつけた爬虫類のような姿をしたスクリーマー。殺害した獲物を地中に引きずり込んだり、プラグの付いた尻尾で充電したりする。
タイプ2
負傷兵の姿をしたスクリーマーで、ベッカーの正体。助けに来た人間を襲ったり、顔の皮膚をはぎ取るという手口で他人の顔をコピーして敵を欺き、声も変えることができる。そのため、連合軍がベッカーを除き廃棄処分にされた。
タイプ3
演 - マイケル・カロス
子供の姿をしたスクリーマー。普段はデヴィッドと名乗っており、口を無数の牙をつけた状態にして襲ったり、両手から出現した重火器や回転ノコギリで殺戮を繰り返す。
ジェシカタイプ
女性の姿をしたスクリーマーで、各個体はタイプの通称のとおりジェシカ・ハンソンの姿をとっている。今までのスクリーマーの中では、表情が豊かで血液が流れているうえに性行為可能という厄介な仕様。NEBの基地に現れた味方のジェシカのように人間を襲わずに過ごすことが可能で、このような個体は人間を襲う個体に対しては容赦しない。
敵ジェシカ
終盤にヘンドリクソンとジェシカの前に現れたもう1体のジェシカ・ハンソン。ヘンドリクソンとジェシカが一緒にいることを殺し合いとしか見ておらず、ヘンドリクソンを投げ飛ばして地球に向かおうとしたり、特殊なレーザーを使ってジェシカに3度ダメージを与えるなど残忍な性格。ヘンドリクソンとジェシカを仲たがいさせた上で彼を投げ飛ばし、地球に向かおうとしたが、ジェシカに阻止され肉弾戦を繰り広げた末、ジェシカの胴体に風穴を開けて投げ捨てる。その後、スクリーム能力でヘンドリクソンの聴覚を麻痺させ戦意喪失に陥らせるが、その状態で脱出艇の予備点火の余波を浴びせられた挙句、衣服と覆っていた生体細胞が焼き尽くされボディが熱疲労を起こし、跡形もなく大破させられた。

## 日本語吹替
| 役名                             | 俳優                   | 日本語吹替                                            | 日本語吹替                                       |
| 役名                             | 俳優                   | VHS版                                                 | フジテレビ版                                     |
| -------------------------------- | ---------------------- | ----------------------------------------------------- | ------------------------------------------------ |
| ジョー・ヘンドリクソン司令官     | ピーター・ウェラー     | 磯部勉                                                | 羽佐間道夫                                       |
| ジェシカ・ハンソン               | ジェニファー・ルービン | 山像かおり                                            | 一城みゆ希                                       |
| マイケル・"エース"・ジェファソン | アンディ・ラウアー     | 平田広明                                              | 牛山茂                                           |
| ロス                             | チャールズ・パウエル   | 坂東尚樹                                              | 江原正士                                         |
| ベッカー                         | ロイ・デュプイ         | 田中正彦                                              | 秋元羊介                                         |
| チャック・エルバラク             | ロン・ホワイト         | 谷口節                                                | 玄田哲章                                         |
| デヴィッド                       | マイケル・カロス       | くまいもとこ                                          | 近藤玲子                                         |
| グリーン長官                     | ブルース・ボア         | 岩田安生                                              | 小島敏彦                                         |
| 役不明またはその他               |                        | 深水由美 伊藤栄次 大坂史子 坂口賢一 定岡小百合 古澤徹 | 八十川真由野 佐藤しのぶ 坂口進也 桜澤凛          |
|                                  |                        |                                                       |                                                  |
| 演出                             |                        | 松岡裕紀                                              | 松川陸                                           |
| 翻訳                             |                        | 久保喜昭                                              | 日笠千晶                                         |
| 調整                             |                        | 白井康之                                              | 栗林秀年                                         |
| 効果                             |                        |                                                       | 南部満治                                         |
| プロデューサー                   |                        |                                                       | 山形淳二                                         |
| 制作                             |                        | プロセンスタジオ                                      | ザック・プロモーション                           |
| 初回放送                         |                        |                                                       | 2000年5月20日 『ゴールデン洋画劇場』 ※正味約98分 |

※2021年5月7日に合同会社是空から発売・TCエンタテイメントから販売中のコレクターズエディションBlu-ray Discには2種類の日本語吹替を全て収録。